# 가봉탈라포인
가봉탈라포인(Miopithecus ogouensis) 또는 북부탈라포인는 긴꼬리원숭이과에 속하는 아프리카 원숭이 종이다. 카메룬과 적도기니, 가봉, 중앙아프리카공화국, 콩고공화국 서부 그리고 앙골라 북쪽 끝(카빈다)의 강기슭 서식지에서 발견된다. 근연 종인 앙골라탈라포인과는 달리, 가봉탈라포인은 살구색(검은색이 아닌)의 귀와 얼굴을 지니고 있다.

## 분류
앙골라탈라포인보다 더 많이 알려지고, 1969년에 이미 보고되었지만, 가봉탈라포인은 1997년까지 이름이 지어지지 않은 채로 남아있었다. 킹돈이 이를 지적하고, 오구웨라는 이름을 따서 현재의 학명과 종명을 가칭(nomen nudum)으로 만들어 사용했다.